# Nordböhmische Mundarten

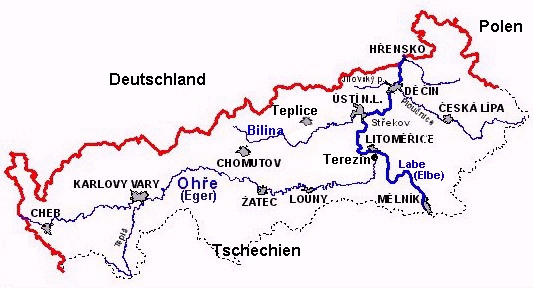
Orte und Flüsse Nordböhmens nach 1945

Nordböhmische Mundarten des Deutschen wurden im Norden von Böhmen bis zur Vertreibung der Deutschböhmen nach 1945 gesprochen. Eine Zeit lang leben sie noch bei den über Deutschland und in anderen Ländern zerstreuten Vertriebenen fort. Gänzlich vom Aussterben bedroht ist aber unter diesen Mundarten nur das Schlesische, denn die übrigen werden zumindest in sehr ähnlicher Form in den angrenzenden Gegenden Deutschlands gesprochen.
Im Einzelnen waren in Nordböhmen vier Dialekte zu unterscheiden:
- Egerländisch – zwischen Eger, Karlsbad und Pilsen, ein bairischer Dialekt

- Erzgebirgisch – zwischen Komotau und Teplitz-Schönau, im Wesentlichen wie in Deutschland um Annaberg-Buchholz

- Ostfränkisch – im Raum Saaz

- Thüringisch-Obersächsisch – zwischen Teplitz-Schönau und Tetschen, ähnlich wie in Deutschland um Dresden

- Oberlausitzisch-Schlesisch – östlich von Tetschen, ähnlich wie in Deutschland um Zittau

Zu diesen Hauptdialekten gab es Misch-, Übergangs- und Sonderformen, wie unter anderem die Mundarten des Elbtals im Raum Teplitz-Aussig-Tetschen, oder das „Niederländische“, das nach dem so genannten „Niederland“, der Gegend um Warnsdorf und Rumburg, benannt ist.